# Parafia Opieki Matki Bożej w Kamieniu
Parafia Opieki Matki Bożej w Kamieniu – rzymskokatolicka parafia należąca do dekanatu Czernichów archidiecezji krakowskiej.
Parafia została powołana w 1909. Jest prowadzona przez Zakon Kanoników Regularnych św. Augustyna Kongregacji Laterańskiej.